# Kanadensiskt lodjur
Kanadensiskt lodjur (Lynx canadensis) är en art i lodjurssläktet. Arten är nära släkt med både Nordamerikas andra lodjursart, rödlo, och det europeiska lodjuret.

## Kännetecken
Arten når en kroppslängd mellan 75 och 105 centimeter (utan svans) samt en vikt mellan 5 och 17 kilogram. Mankhöjden är ungefär 48 till 55 centimeter. Svansen är bara mellan fem och tolv centimeter lång. Allmänt är det kanadensiska lodjuret lättare än det europeiska och svansen är kortare. Hos de jämförelsevis långa extremiteterna är de bakre något längre än de främre. Under tassen har djuret särskilt tjocka sulor som är täckta av hår.
Den täta och långa pälsen har allmänt en gulbrun färg. På ovansidan förekommer ofta en ljusgrå skugga och undersidan är mera ljusbrun. Ibland finns mörka punkter eller fläckar med mörka kanter. Vid öronens spets finns svarta tofsar. Arten svans har ofta ringar och en svart spets.

## Utbredning
Arten förekommer i Kanada, södra Alaska, norra Oregon, norra Idaho och i Klippiga bergen (Wyoming och norra Colorado). Habitatet utgörs av den boreala skogen och sällan av angränsande områden.

## Levnadssätt
Ett kanadensiskt lodjur lever vanligtvis ensamt och jagar huvudsakligen nattetid. Det hittar bytet främst med hjälp av sin goda synförmåga samt med sin välutvecklade hörsel. Djuret är inte särskild snabbt men är uthålligt. Ibland kan det följa bytet över flera kilometer.
Det vanliga jaktsättet är däremot att lodjuret smyger sig fram och överraskar bytet med några skutt. Arten kan även vänta flera timmar i ett gömställe. Dessutom är det kanadensiska lodjuret en god simmare och klättrare.
Underarten Newfoundlandlodjuret (Lynx canadensis subsolanus) är något större än fastlandsdjuret och kan emellanåt slå unga renar. Annars utgörs födan av smådjur, gnagare, hardjur, fiskar, fåglar och mindre hjortdjur till exempel vitsvanshjort. Ibland dödar de även grävlingar och rävar. I nödsituationer äter de även as. I norra delen av utbredningsområdet är snöskoharen artens huvudbyte.
Arten stannar allmänt i sitt revir som vanligen är 15 till 50 km² stort och den vandrar 5 till 19 km per natt. När levnadsförhållanden försämras söker kanadensiskt lodjur ett annat territorium som kan ligga 480 km från den ursprungliga platsen. Den könsmogna hannens revir överlappar med reviren för flera honor och för några ungdjur av hankön. Dessutom överlappar honornas territorier. Utanför fortplantningstiden undviker individerna kontakt med varandra. Revirets gränser markeras främst under parningstiden med körtelvätska och urin. Dessutom är individerna mera högljudda för att visa sitt anspråk.

## Fortplantning
Parningstiden börjar tidigt i mars och pågår fram till början eller mitten av april. Efter dräktigheten, som varar i ungefär 63 dagar, föder honan två, tre eller fyra ungar. I sällsynta fall förekommer kullar med upp till åtta ungar. Ungarna är hjälplösa, men täckta av hår vid födseln. De öppnar ögonen första gången cirka tio dagar efter födseln och vid två månaders ålder genomför de sina första utflykter utanför boet. Vanligen jagar de en längre tid tillsammans med modern.
Några ungar börjar redan efter en månad med fast föda och efter cirka fem månader slutar honan helt med digivning. Under goda förhållanden kan honor para sig efter 10 månader men vanligen infaller könsmognaden för honor efter ungefär 24 månader och för hannar efter 24 till 36 månader. Den äldsta vildlevande honan blev 14 år och 7 månader gammal och i fångenskap kan kanadensiskt lodjur leva 26 år och 9 månader.

## Underarter
Kanadensiskt lodjur brukar delas in i tre underarter, men en tydligare undersökning av deras genetiska egenskaper och släktskap pågår:
- Lynx canadensis canadensis
- Lynx canadensis mollipilosus
- Lynx canadensis subsolanus

## Status
I största delen av utbredningsområdet med undantag av Kanadas östligaste provinser jagas arten med fällor för pälsens skull. Jakten är reglerad med årliga kvoter. I USA är jakten endast tillåten i Alaska. Under 1980-talet fanns problem att anpassa kvoterna till bytesdjurens (hardjur) och därmed lodjurets populationssvängningar. I östra Kanada och nordöstra USA är det största hotet industriell skogsbruk och andra landskapsförändringar. Prärievargen blev i dessa regioner en ny konkurrent för lodjuret. Arten hamnar i sällsynta fall i fällor som är avsedda för andra pälsdjur. Ett potentiellt hot är den ökande trafiken på vägar med större hastigheter. I några fall dokumenterades hybrider mellan kanadensiskt lodjur och rödlo (Lynx rufus) men de har ingen betydelse för hela beståndet. IUCN listar arten som livskraftig (LC).